# Благовещенка
Не путать с Благовещенском
Благове́щенка — посёлок городского типа, административный центр Благовещенского района Алтайского края России.
Население 10 446 чел. (2024).

## География
Расположено в 275 км к западу от краевого центра города Барнаула вблизи Кулундинского и Кучукского озёр.
Расположена железнодорожная станция Новоблаговещенка на Южно-Сибирской магистрали. Благовещенка связана с Барнаулом, другими городами и районами железной и автомобильными дорогами.

## История
Населенный пункт
Благовещенка (до 1920-х годов — Бесштанка) был основан старообрядцами в 1907 году возле пресного озера Бесштанка. Участок возле этого водоёма, которое теперь находится в центре поселка, выделили переселившимся в 1898 году на Алтай семьям старообрядцев из Воронежской губернии. По рассказам старожилов, выделению места предшествовали годы скитаний по степной зоне Алтая. Название село получило от праздника Благовещения Пресвятой Богородицы: именно в этот день, 28 (15) августа, по преданию, была заложена деревня Благовещенская.
Посёлок окружен солёными и горько-солёными озёрами: Кулундинским и Кучукским, которые являются самыми большими озёрами Алтайского края и имеют производственное и рекреационно-оздоровительное значения.

## Население
Динамика численности населения по годам:
| 1926    | 1939    | 1959    | 1970    | 1979    | 1989    | 2002    | 2010    |
| ------- | ------- | ------- | ------- | ------- | ------- | ------- | ------- |
| 1810    | ↗2818   | ↗8604   | ↗15 695 | ↗18 876 | ↘13 600 | ↘12 416 | ↘11 626 |
| 2011    | 2012    | 2013    | 2014    | 2015    | 2016    | 2017    | 2018    |
| ↗11 640 | ↘11 596 | ↘11 585 | ↘11 543 | ↗11 608 | ↘11 548 | ↗11 577 | ↘11 565 |
| 2019    | 2020    | 2021    | 2024    |         |         |         |         |
| ↘11 448 | ↘11 390 | ↘10 558 | ↘10 446 |         |         |         |         |

## Экономика
В рабочем посёлке находятся предприятия коммунального хозяйства, бытового обслуживания, строительные организации. Работают школа, детские сады, ФЛ КГБУЗ «Благовещенская центральная районная больница», МБУДО «Благовещенский детско-юношеский центр», МБУ ДО «Детская школа искусств», МКУК «Благовещенский дом культуры», ЗАО «Агромпромснаб», АО «Алтай-злак». Развитая сеть услуг представлена ПК «Гудвилл», потребительским кооперативом КПК «Доступный», ООО «Капитал», «Сельхозремонт», «Строймастер» и другими многочисленными торговыми и коммунальными предприятиями. Работает колбасный цех, Благовещенский комбинат молочных продуктов, АО «Птицефабрика Благовещенская», различные фирмы, индивидуальные предприниматели и организации.